# 삼괴정
삼괴정(三槐亭)은 대한민국 경상북도 경주시 강동면에 있는 건축물이다. 1992년 7월 18일 경상북도의 유형문화재 제268호로 지정되었다.

## 개요
조선 선조 25년(1592) 임진왜란 때 경주에서 의병을 일으킨 이방린과 유린, 광린 3형제를 기리기 위해 순조 15년(1815)에 세운 정자이다.
전체적인 구성은 ㅗ자형으로 방과 대청, 대청 뒤로 2칸의 마루가 연결되어 있으며 출입은 뒤쪽 마루를 통하도록 되어있다. 앞에는 툇마루가 있고 마루 밑에는 굵은 원기둥을 세웠으며, 그 위에 작은 원기둥과 마루 위 중앙 3곳에 팔각기둥을 세워 건물의 격을 높였다.
건물 앞에는 ‘삼괴정’이라 쓴 현판과 대청 좌·우 방문에 ‘포죽헌’, ‘필경재’라 쓴 현판이 걸려있다.
건물의 앞면에 대문이 있고, 왼쪽에는 1칸이 안되는 작은 문이 있다.

## 참고 자료
- 삼괴정 - 국가유산청 국가유산포털